# Wola Wieruszycka
Wola Wieruszycka est une localité polonaise de la gmina de Łapanów, située dans le powiat de Bochnia en voïvodie de Petite-Pologne.